# Węzeł Kliniczna

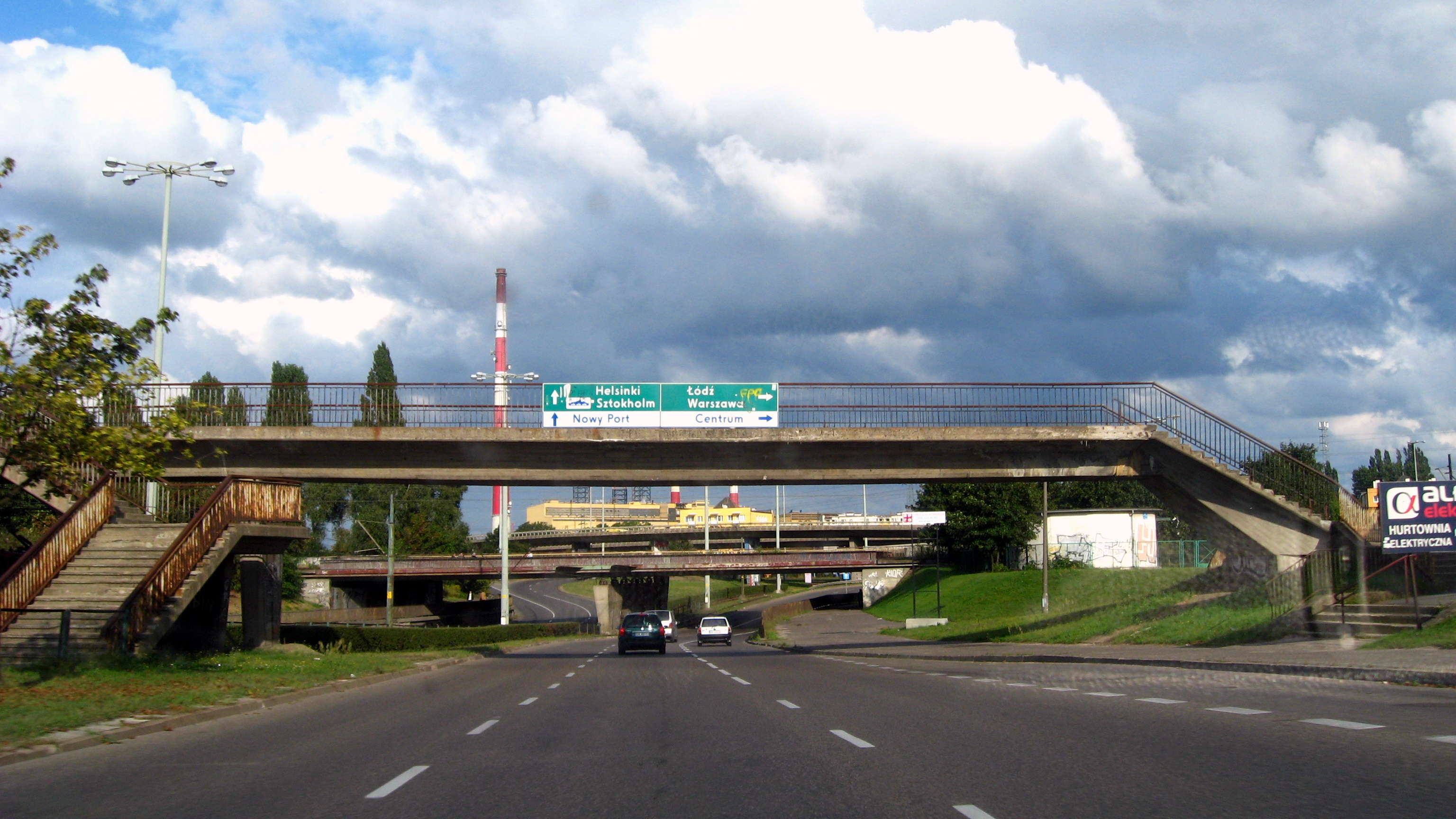
Węzeł Kliniczna, widok w kierunku Nowego Portu

Węzeł Kliniczna – węzeł komunikacyjny w Gdańsku, w dzielnicy Młyniska, przy ulicy Klinicznej. Został zbudowany w 1977.
Węzeł tworzy ulica Marynarki Polskiej (DK91 E75) z biegnącą od wschodu 400 metrową ulicą Kliniczną. Łączy ona ul. Marynarki Polskiej z drugą ważną ulicą - al. Hallera. Jest to węzeł typu trąbka.
Pod jezdniami znajduje się węzeł tramwajowy - linia do Nowego Portu krzyżuje się z łącznikiem ul. Klinicznej prowadzącym do linii na ul. Hallera. Istnieje tutaj także pętla, nieużywana regularnie.
Oprócz tego nad ulicą Kliniczną przebiega wiadukt kolejowy na linii kolejowej nr 249.